# Đội tuyển bóng đá quốc gia Cuba
Đội tuyển bóng đá quốc gia Cuba (tiếng Tây Ban Nha: Selección de fútbol de Cuba) là đội tuyển cấp quốc gia của Cuba do Hiệp hội bóng đá Cuba quản lý.
Trận thi đấu quốc tế đầu tiên của đội tuyển Cuba là trận gặp đội tuyển Jamaica vào năm 1930. Thành tích tốt nhất của đội cho đến nay là lọt vào tứ kết của World Cup 1938 ở ngay lần đầu tham dự, vị trí thứ tư của CONCACAF 1971 và tấm huy chương bạc của đại hội Thể thao liên châu Mỹ 1979.

## Danh hiệu
- Vô địch Cúp Caribe: 1

Vô địch: 2012
Á quân: 1996; 1999; 2005
Hạng ba: 1995; 2007; 2010
- Bóng đá nam tại Americas Games:

 1979
 1971; 1991

## Thành tích tại các giải đấu

### Giải vô địch thế giới
| Năm       | Thành tích               | Thứ hạng                 | Trận                     | Thắng                    | Hòa*                     | Thua                     | Bàn thắng                | Bàn thua                 |
| --------- | ------------------------ | ------------------------ | ------------------------ | ------------------------ | ------------------------ | ------------------------ | ------------------------ | ------------------------ |
| 1930      | Không tham dự            | Không tham dự            | Không tham dự            | Không tham dự            | Không tham dự            | Không tham dự            | Không tham dự            | Không tham dự            |
| 1934      | Không vượt qua vòng loại | Không vượt qua vòng loại | Không vượt qua vòng loại | Không vượt qua vòng loại | Không vượt qua vòng loại | Không vượt qua vòng loại | Không vượt qua vòng loại | Không vượt qua vòng loại |
| 1938      | Tứ kết                   | 8th                      | 3                        | 1                        | 1                        | 1                        | 5                        | 12                       |
| 1950      | Không vượt qua vòng loại | Không vượt qua vòng loại | Không vượt qua vòng loại | Không vượt qua vòng loại | Không vượt qua vòng loại | Không vượt qua vòng loại | Không vượt qua vòng loại | Không vượt qua vòng loại |
| 1954      | Bị cấm tham dự           | Bị cấm tham dự           | Bị cấm tham dự           | Bị cấm tham dự           | Bị cấm tham dự           | Bị cấm tham dự           | Bị cấm tham dự           | Bị cấm tham dự           |
| 1958      | Không tham dự            | Không tham dự            | Không tham dự            | Không tham dự            | Không tham dự            | Không tham dự            | Không tham dự            | Không tham dự            |
| 1962      | Không tham dự            | Không tham dự            | Không tham dự            | Không tham dự            | Không tham dự            | Không tham dự            | Không tham dự            | Không tham dự            |
| 1966      | Không vượt qua vòng loại | Không vượt qua vòng loại | Không vượt qua vòng loại | Không vượt qua vòng loại | Không vượt qua vòng loại | Không vượt qua vòng loại | Không vượt qua vòng loại | Không vượt qua vòng loại |
| 1970      | Bị cấm tham dự           | Bị cấm tham dự           | Bị cấm tham dự           | Bị cấm tham dự           | Bị cấm tham dự           | Bị cấm tham dự           | Bị cấm tham dự           | Bị cấm tham dự           |
| 1974      | Không tham dự            | Không tham dự            | Không tham dự            | Không tham dự            | Không tham dự            | Không tham dự            | Không tham dự            | Không tham dự            |
| 1978      | Không tham dự            | Không tham dự            | Không tham dự            | Không tham dự            | Không tham dự            | Không tham dự            | Không tham dự            | Không tham dự            |
| 1982      | Không tham dự            | Không tham dự            | Không tham dự            | Không tham dự            | Không tham dự            | Không tham dự            | Không tham dự            | Không tham dự            |
| 1986      | Không tham dự            | Không tham dự            | Không tham dự            | Không tham dự            | Không tham dự            | Không tham dự            | Không tham dự            | Không tham dự            |
| 1990      | Không vượt qua vòng loại | Không vượt qua vòng loại | Không vượt qua vòng loại | Không vượt qua vòng loại | Không vượt qua vòng loại | Không vượt qua vòng loại | Không vượt qua vòng loại | Không vượt qua vòng loại |
| 1994      | Bỏ cuộc                  | Bỏ cuộc                  | Bỏ cuộc                  | Bỏ cuộc                  | Bỏ cuộc                  | Bỏ cuộc                  | Bỏ cuộc                  | Bỏ cuộc                  |
| 1998      | Không vượt qua vòng loại | Không vượt qua vòng loại | Không vượt qua vòng loại | Không vượt qua vòng loại | Không vượt qua vòng loại | Không vượt qua vòng loại | Không vượt qua vòng loại | Không vượt qua vòng loại |
| 2002      | Không vượt qua vòng loại | Không vượt qua vòng loại | Không vượt qua vòng loại | Không vượt qua vòng loại | Không vượt qua vòng loại | Không vượt qua vòng loại | Không vượt qua vòng loại | Không vượt qua vòng loại |
| 2006      | Không vượt qua vòng loại | Không vượt qua vòng loại | Không vượt qua vòng loại | Không vượt qua vòng loại | Không vượt qua vòng loại | Không vượt qua vòng loại | Không vượt qua vòng loại | Không vượt qua vòng loại |
| 2010      | Không vượt qua vòng loại | Không vượt qua vòng loại | Không vượt qua vòng loại | Không vượt qua vòng loại | Không vượt qua vòng loại | Không vượt qua vòng loại | Không vượt qua vòng loại | Không vượt qua vòng loại |
| 2014      | Không vượt qua vòng loại | Không vượt qua vòng loại | Không vượt qua vòng loại | Không vượt qua vòng loại | Không vượt qua vòng loại | Không vượt qua vòng loại | Không vượt qua vòng loại | Không vượt qua vòng loại |
| 2018      | Không vượt qua vòng loại | Không vượt qua vòng loại | Không vượt qua vòng loại | Không vượt qua vòng loại | Không vượt qua vòng loại | Không vượt qua vòng loại | Không vượt qua vòng loại | Không vượt qua vòng loại |
| 2022      | Không vượt qua vòng loại | Không vượt qua vòng loại | Không vượt qua vòng loại | Không vượt qua vòng loại | Không vượt qua vòng loại | Không vượt qua vòng loại | Không vượt qua vòng loại | Không vượt qua vòng loại |
| 2026      | Chưa xác định            | Chưa xác định            | Chưa xác định            | Chưa xác định            | Chưa xác định            | Chưa xác định            | Chưa xác định            | Chưa xác định            |
| 2030      | Chưa xác định            | Chưa xác định            | Chưa xác định            | Chưa xác định            | Chưa xác định            | Chưa xác định            | Chưa xác định            | Chưa xác định            |
| 2034      | Chưa xác định            | Chưa xác định            | Chưa xác định            | Chưa xác định            | Chưa xác định            | Chưa xác định            | Chưa xác định            | Chưa xác định            |
| Tổng cộng | Tứ kết                   | 1/22                     | 3                        | 1                        | 1                        | 1                        | 5                        | 12                       |

### Cúp Vàng CONCACAF
| Cúp Vàng CONCACAF | Cúp Vàng CONCACAF        | Cúp Vàng CONCACAF        | Cúp Vàng CONCACAF        | Cúp Vàng CONCACAF        | Cúp Vàng CONCACAF        | Cúp Vàng CONCACAF        | Cúp Vàng CONCACAF        | Cúp Vàng CONCACAF        |
| Năm               | Vòng                     | Hạng                     | GP                       | W                        | D                        | L                        | GS                       | GA                       |
| ----------------- | ------------------------ | ------------------------ | ------------------------ | ------------------------ | ------------------------ | ------------------------ | ------------------------ | ------------------------ |
| 1963              | Không tham dự            | Không tham dự            | Không tham dự            | Không tham dự            | Không tham dự            | Không tham dự            | Không tham dự            | Không tham dự            |
| 1965              | Không tham dự            | Không tham dự            | Không tham dự            | Không tham dự            | Không tham dự            | Không tham dự            | Không tham dự            | Không tham dự            |
| 1967              | Không tham dự            | Không tham dự            | Không tham dự            | Không tham dự            | Không tham dự            | Không tham dự            | Không tham dự            | Không tham dự            |
| 1969              | Không tham dự            | Không tham dự            | Không tham dự            | Không tham dự            | Không tham dự            | Không tham dự            | Không tham dự            | Không tham dự            |
| 1971              | Hạng tư                  | 4th                      | 5                        | 1                        | 2                        | 2                        | 5                        | 7                        |
| 1973              | Không tham dự            | Không tham dự            | Không tham dự            | Không tham dự            | Không tham dự            | Không tham dự            | Không tham dự            | Không tham dự            |
| 1977              | Không tham dự            | Không tham dự            | Không tham dự            | Không tham dự            | Không tham dự            | Không tham dự            | Không tham dự            | Không tham dự            |
| 1981              | Hạng năm                 | 5th                      | 5                        | 1                        | 2                        | 2                        | 4                        | 8                        |
| 1985              | Không tham dự            | Không tham dự            | Không tham dự            | Không tham dự            | Không tham dự            | Không tham dự            | Không tham dự            | Không tham dự            |
| 1989              | Không tham dự            | Không tham dự            | Không tham dự            | Không tham dự            | Không tham dự            | Không tham dự            | Không tham dự            | Không tham dự            |
| 1991              | Bỏ cuộc                  | Bỏ cuộc                  | Bỏ cuộc                  | Bỏ cuộc                  | Bỏ cuộc                  | Bỏ cuộc                  | Bỏ cuộc                  | Bỏ cuộc                  |
| 1993              | Không tham dự            | Không tham dự            | Không tham dự            | Không tham dự            | Không tham dự            | Không tham dự            | Không tham dự            | Không tham dự            |
| 1996              | Không vượt qua vòng loại | Không vượt qua vòng loại | Không vượt qua vòng loại | Không vượt qua vòng loại | Không vượt qua vòng loại | Không vượt qua vòng loại | Không vượt qua vòng loại | Không vượt qua vòng loại |
| 1998              | Vòng bảng                | 10th                     | 2                        | 0                        | 0                        | 2                        | 2                        | 10                       |
| 2000              | Không vượt qua vòng loại | Không vượt qua vòng loại | Không vượt qua vòng loại | Không vượt qua vòng loại | Không vượt qua vòng loại | Không vượt qua vòng loại | Không vượt qua vòng loại | Không vượt qua vòng loại |
| 2002              | Vòng bảng                | 11th                     | 2                        | 0                        | 1                        | 1                        | 0                        | 1                        |
| 2003              | Tứ kết                   | 8th                      | 3                        | 0                        | 1                        | 2                        | 2                        | 8                        |
| 2005              | Vòng bảng                | 12th                     | 3                        | 0                        | 0                        | 3                        | 3                        | 9                        |
| 2007              | Vòng bảng                | 12th                     | 3                        | 0                        | 1                        | 2                        | 3                        | 9                        |
| 2009              | Bỏ cuộc                  | Bỏ cuộc                  | Bỏ cuộc                  | Bỏ cuộc                  | Bỏ cuộc                  | Bỏ cuộc                  | Bỏ cuộc                  | Bỏ cuộc                  |
| 2011              | Vòng bảng                | 12th                     | 3                        | 0                        | 0                        | 3                        | 1                        | 16                       |
| 2013              | Tứ kết                   | 8th                      | 4                        | 1                        | 0                        | 3                        | 6                        | 13                       |
| 2015              | Tứ kết                   | 8th                      | 4                        | 1                        | 0                        | 3                        | 1                        | 14                       |
| 2017              | Không vượt qua vòng loại | Không vượt qua vòng loại | Không vượt qua vòng loại | Không vượt qua vòng loại | Không vượt qua vòng loại | Không vượt qua vòng loại | Không vượt qua vòng loại | Không vượt qua vòng loại |
| 2019              | Vòng bảng                | 16th                     | 3                        | 0                        | 0                        | 3                        | 0                        | 17                       |
| 2021              | Không vượt qua vòng loại | Không vượt qua vòng loại | Không vượt qua vòng loại | Không vượt qua vòng loại | Không vượt qua vòng loại | Không vượt qua vòng loại | Không vượt qua vòng loại | Không vượt qua vòng loại |
| 2023              | Vòng bảng                | 15th                     | 3                        | 0                        | 0                        | 3                        | 3                        | 9                        |
| Tổng cộng         | 1 lần hạng tư            | 12/27                    | 40                       | 4                        | 7                        | 29                       | 30                       | 121                      |

#### Thế vận hội
- (Nội dung thi đấu dành cho cấp đội tuyển quốc gia cho đến kỳ Đại hội năm 1988)

| Năm           | Thành tích               | Thứ hạng                 | Pld                      | W                        | D                        | L                        | GF                       | GA                       |
| ------------- | ------------------------ | ------------------------ | ------------------------ | ------------------------ | ------------------------ | ------------------------ | ------------------------ | ------------------------ |
| 1900 đến 1956 | Không tham dự            | Không tham dự            | Không tham dự            | Không tham dự            | Không tham dự            | Không tham dự            | Không tham dự            | Không tham dự            |
| 1960 đến 1972 | Không vượt qua vòng loại | Không vượt qua vòng loại | Không vượt qua vòng loại | Không vượt qua vòng loại | Không vượt qua vòng loại | Không vượt qua vòng loại | Không vượt qua vòng loại | Không vượt qua vòng loại |
| 1976          | Vòng 1                   | 11                       | 2                        | 0                        | 1                        | 1                        | 0                        | 1                        |
| 1980          | Tứ kết                   | 7                        | 4                        | 2                        | 0                        | 2                        | 3                        | 12                       |
| 1984 đến 1988 | Không vượt qua vòng loại | Không vượt qua vòng loại | Không vượt qua vòng loại | Không vượt qua vòng loại | Không vượt qua vòng loại | Không vượt qua vòng loại | Không vượt qua vòng loại | Không vượt qua vòng loại |
| Tổng cộng     | 1 lần tứ kết             | 2/19                     | 6                        | 2                        | 1                        | 3                        | 3                        | 13                       |

## Cầu thủ

### Đội hình hiện tại
Đây là đội hình đã hoàn thành cúp Vàng CONCACAF 2023 vào tháng 6 năm 2023.

Cập nhật thống kê đến ngày 4 tháng 7 năm 2023 sau trận gặp Canada.

| Số | VT | Cầu thủ                          | Ngày sinh (tuổi)  | Trận | Bàn | Câu lạc bộ        |
| -- | -- | -------------------------------- | ----------------- | ---- | --- | ----------------- |
| 1  | TM | Sandy Sánchez                    | 24 tháng 5, 1994  | 29   | 1   | Atlético Pantoja  |
| 21 | TM | Nelson Johnston                  | 25 tháng 2, 1990  | 13   | 0   | Jicaral           |
| 12 | TM | Raiko Arozarena                  | 27 tháng 3, 1997  | 4    | 0   | Tampa Bay Rowdies |
|    |    |                                  |                   |      |     |                   |
| 6  | HV | Yosel Piedra                     | 27 tháng 3, 1994  | 35   | 1   | San Carlos        |
| 5  | HV | Dariel Morejón                   | 21 tháng 12, 1998 | 28   | 0   | Santa Ana         |
| 4  | HV | Cavafe (đội phó)                 | 25 tháng 4, 1999  | 15   | 2   | Dornbirn          |
| 2  | HV | Modesto Méndez                   | 6 tháng 1, 1998   | 6    | 0   | Inter Miami II    |
| 16 | HV | Greibel Palma                    | 10 tháng 2, 2003  | 5    | 1   | Cienfuegos        |
| 3  | HV | Mario Peñalver                   | 6 tháng 1, 2003   | 4    | 0   | Deportivo Mixco   |
|    |    |                                  |                   |      |     |                   |
| 10 | TV | Aricheell Hernández (đội trưởng) | 20 tháng 9, 1993  | 36   | 7   | Deportivo Mixco   |
| 22 | TV | Roberney Caballero               | 2 tháng 11, 1995  | 14   | 3   | La Habana         |
| 15 | TV | Yunior Pérez                     | 12 tháng 3, 2001  | 14   | 0   | Santa Lucía       |
| 14 | TV | Neisser Sandó                    | 26 tháng 10, 1998 | 8    | 0   | Cienfuegos        |
| 13 | TV | Denilson Milanés                 | 16 tháng 12, 2002 | 5    | 0   | Desamparados      |
| 8  | TV | Eduardo Hernández                | 18 tháng 2, 2003  | 2    | 0   | Santiago de Cuba  |
| 11 | TV | Romario Torres                   | 9 tháng 2, 2005   | 0    | 0   | Nacional          |
|    |    |                                  |                   |      |     |                   |
| 9  | TĐ | Maikel Reyes                     | 4 tháng 3, 1993   | 39   | 8   | Municipal Jalapa  |
| 23 | TĐ | Luis Paradela                    | 21 tháng 1, 1997  | 30   | 8   | Saprissa          |
| 18 | TĐ | Yasniel Matos                    | 29 tháng 3, 2002  | 14   | 1   | Municipal         |
| 7  | TĐ | Willian Pozo-Venta               | 27 tháng 8, 1997  | 13   | 3   | KTP               |
| 17 | TĐ | Daniel Díaz                      | 27 tháng 3, 1994  | 3    | 0   | San Carlos        |
| 20 | TĐ | Aldair Ruiz                      | 13 tháng 11, 1997 | 1    | 0   | Europa            |

### Triệu tập gần đây
| Vt | Cầu thủ             | Ngày sinh (tuổi)  | Số trận | Bt | Câu lạc bộ       | Lần cuối triệu tập                     |
| -- | ------------------- | ----------------- | ------- | -- | ---------------- | -------------------------------------- |
|    |                     |                   |         |    |                  |                                        |
| TM | Alejandro Fernández | 8 tháng 5, 2003   | 0       | 0  | Las Tunas        | v. Chile, 11 June 2023 PRE             |
|    |                     |                   |         |    |                  |                                        |
| HV | Jorge Corrales      | 20 tháng 5, 1991  | 42      | 1  | FC Tulsa         | v. Chile, 11 June 2023 INJ             |
| HV | Jassael Herrera     | 15 tháng 10, 2002 | 0       | 0  | Cienfuegos       | v. Chile, 11 June 2023 PRE             |
| HV | Ronald Sánchez      | 31 tháng 3, 2004  | 0       | 0  | Matanzas         | v. Chile, 11 June 2023 PRE             |
| HV | Osniel Ramos        | 25 tháng 2, 2002  | 4       | 0  | Artemisa         | v. Cộng hòa Dominica, 18 November 2022 |
|    |                     |                   |         |    |                  |                                        |
| TV | Rolando Abreu       | 15 tháng 5, 1992  | 20      | 0  | Santiago de Cuba | v. Chile, 11 June 2023 PRE             |
| TV | Kevin Martín        | 2 tháng 9, 2003   | 1       | 0  | Cariari Pococí   | v. Chile, 11 June 2023 PRE             |
| TV | Alejandro Delgado   | 14 tháng 2, 2003  | 0       | 0  | Cienfuegos       | v. Chile, 11 June 2023 PRE             |
| TV | Kevin Fernández     | 11 tháng 6, 2004  | 0       | 0  | Matanzas         | v. Chile, 11 June 2023 PRE             |
| TV | Karel Espino        | 27 tháng 10, 2001 | 22      | 1  | Comunicaciones   | v. Guadeloupe, 26 March 2023           |
| TV | Dairon Reyes        | 18 tháng 9, 2003  | 14      | 1  | Inter Miami II   | v. Guadeloupe, 26 March 2023           |
| TV | Davide Incerti      | 22 tháng 6, 2002  | 7       | 0  | Olbia            | v. Cộng hòa Dominica, 18 November 2022 |
| TV | Christian Flores    | 6 tháng 4, 1999   | 1       | 0  | Pérez Zeledón    | v. Cộng hòa Dominica, 18 November 2022 |
|    |                     |                   |         |    |                  |                                        |
| TĐ | Onel Hernández      | 1 tháng 2, 1993   | 8       | 3  | Norwich City     | v. Chile, 11 June 2023 PRE             |
| TĐ | Samoelbis López     | 12 tháng 11, 2001 | 0       | 0  | Camagüey         | v. Chile, 11 June 2023 PRE             |
| TĐ | Christian Valiente  | 11 tháng 7, 2000  | 0       | 0  | Holguín          | v. Chile, 11 June 2023 PRE             |